# عشاق السماء الحمراء
السماء الحمراء (بالكورية: 홍천기)؛ يعرف أيضا: هونغ تشون جي)؛ هو مسلسل تاريخي تلفزيوني كوري جنوبي في عهد مملكة جوسون، عرض على قناة SBS TV يومي الاثنين والثلاثاء، من 30 أغسطس إلى 26 أكتوبر من عام 2021.
بسبب بث فعاليات أولمبياد طوكيو 2020 ، سيتم بث الحلقة الأولى في نهاية شهر أغسطس.

## القصة
خلال عهد مملكة جوسون (1392-1910) ، كانت امرأة شابة تدعى هونغ تشون جي، رسامة - وهو أمر نادر في جوسون، حيث تملي القيم الكونفوشيوسية أن مثل هذه المساعي غير مناسبة للمرأة، ولدت عمياء لكنها تمكنت بطريقة ما من اكتساب حاسة البصر، قبلت في أرقى كلية فنون في البلاد، في أحد الأيام، قابلت ها رام (آهن هيو سيوب) ، المنجم الذي كان مصيره نقيضًا لمصيرها: على الرغم من أنه ولد مبصرًا، فقد بصره في حادثة طفولته، لكنه يمتلك أيضًا موهبة مميزة: على الرغم من حقيقة أنه كفيف، إلا أنه لا يزال بإمكانه قراءة المستقبل من خلال تتبع حركة السماء ليلاً.

## بطولة
- كيم يو جونغ بدور هونغ تشون جي (رسامة دخلت دهواون لأول مرة في جوسون. ولدت عمياء لكنها عادت بصرها بأعجوبة).[14]
- اهن هيو سيوب في دور ها رام ( فقد ها رام بصره في حادث في صغره، وهو الآن كمنجم يقرأ السماء والأبراج).[15]
- غونغ ميونغ في دور الأمير أنبيونغ (لي يونغ).[16]
- كواك سي يانغ في دور الأمير سويانغ (يي يو) شخصية طموحة وواثق من أنه سيصبح ملكًا لمملكة جوسون.[17]

### أدوار داعمة
- كو كيو بيل بدور تشيونغ جي جيي (خادم الأمير أنبيونغ).[18]
- كيم هيون موك في دور مان سوو (خادم ها رام).[19]
- باي ميونغ جين في دور الرقيب ما.[20]
- جانغ هيون سونغ بدور هان جيون (سيد المناظر الطبيعية / رسام لوحات.)[21]

## المشاهدات
| الموسم | الموسم | رقم الحلقة | رقم الحلقة | رقم الحلقة | رقم الحلقة | رقم الحلقة | رقم الحلقة | رقم الحلقة | رقم الحلقة | رقم الحلقة | رقم الحلقة | رقم الحلقة | رقم الحلقة | رقم الحلقة | رقم الحلقة | رقم الحلقة | رقم الحلقة | المتوسط |
| الموسم | الموسم | 1          | 2          | 3          | 4          | 5          | 6          | 7          | 8          | 9          | 10         | 11         | 12         | 13         | 14         | 15         | 16         | المتوسط |
| ------ | ------ | ---------- | ---------- | ---------- | ---------- | ---------- | ---------- | ---------- | ---------- | ---------- | ---------- | ---------- | ---------- | ---------- | ---------- | ---------- | ---------- | ------- |
|        | 1      | 1.189      | 1.519      | 1.416      | 1.722      | 1.786      | 1.865      | 1.686      | 1.578      | 1.809      | 1.584      | 1.625      | 1.599      | 1.593      | 1.618      | 1.752      | 1.832      | 1.636   |

وفقا لنيلسن كوريا، حققت الحلقة السادسة من المسلسل معدل تقييم بنسبة 12.2% مايقارب 1.86 مليون مشاهدة.
| الحلقة | تاريخ البث     | متوسط حصة الجمهور | متوسط حصة الجمهور | متوسط حصة الجمهور |
| الحلقة | تاريخ البث     | AGB Nielsen       | AGB Nielsen       | TNmS              |
| الحلقة | تاريخ البث     | على الصعيد الوطني | سيئول             | على الصعيد الوطني |
| ------ | -------------- | ----------------- | ----------------- | ----------------- |
| 1      | 30 أغسطس 2021  | 6.6%              | 6.4%              | 6.8%              |
| 2      | 31 أغسطس 2021  | 8.8%              | 8.5%              | 7.2%              |
| 3      | 6 سبتمبر 2021  | 8.0%              | 7.4%              | 7.4%              |
| 4      | 7 سبتمبر 2021  | 9.6%              | 9.1%              | 8.4%              |
| 5      | 13 سبتمبر 2022 | 9.7%              | 9.5%              | 7.8%              |
| 6      | 14 سبتمبر 2021 | 10.2%             | 10.3%             | 8.6%              |
| 7      | 27 سبتمبر 2021 | 9.3%              | 8.9%              | 7.9%              |
| 8      | 28 سبتمبر 2021 | 8.9%              | 8.7%              | 7.9%              |
| 9      | 4 أكتوبر 2021  | 9.6%              | 9.3%              | 7.4%              |
| 10     | 5 أكتوبر 2021  | 8.5%              | 8.2%              | 7.7%              |
| 11     | 11 أكتوبر 2021 | 8.8%              | 8.4%              | 7.1%              |
| 12     | 12 أكتوبر 2021 | 8.8%              | 8.4%              | 7.6%              |
| 13     | 18 أكتوبر 2021 | 8.9%              | 8.9%              | 8.2%              |
| 14     | 18 أكتوبر 2021 | 9.3%              | 9.0%              | 7.9%              |
| 15     | 25 أكتوبر 2021 | 8.9%              | 8.1%              | 7.7%              |
| 16     | 26 أكتوبر 2021 | 10.4%             | 10.0%             |                   |
| المعدل | المعدل         | %                 | %                 | %                 |

## الإنتاج

### صناعة
المسلسل من إخراج جانغ تاي يوو الذي عمل على مسلسلات مثل حرب المال ، رسام الريح ، حبيبي من نجم آخر، شجرة ذات جذور عميقة. مقتبس من رواية جونغ ايون جوول، مؤلفة المسلسل التلفزيوني القمر الذي يحتضن الشمس لعام 2012. وسيناريو المسلسل من كتابة ها اون.

### تفاصيل
في الأصل ، بارك يونغ سون (مخرج مسلسل الأم السرية الذي عرض عام 2018) هو من كان سيخرج المسلسل في البداية.
أجرت القراءة الأولى للسيناريو في نوفمبر 2020.
في 8 يوليو 2021 ، نُشرت أول صور لجلسة قراءة السيناريو من قبل فريق الإنتاج.

### الإصدار
في 4 أغسطس 2021 ، أصدرت قناة إس بي إس عرض تشويقي للمسلسل مع الاوست  (بصوت بايك هيون) ، مع تاريخ البث والذي هو 30 أغسطس 2021.

## روابط خارجية
- الموقع الرسمي
 (بالكورية)
- عشاق السماء الحمراء على موقع IMDb (الإنجليزية)
- عشاق السماء الحمراء على موقع نتفليكس (الإنجليزية)
- عشاق السماء الحمراء على موقع كينوبويسك (الروسية)
- عشاق السماء الحمراء على موقع قاعدة بيانات الفيلم (الإنجليزية)
- عشاق السماء الحمراء على هانسينما.